# Campo de concentración de Albatera

Mapa de la comarca de la Vega Baja del Segura donde encuentra Albatera.

El campo de concentración de Albatera fue uno de los más duros que hubo en España tras el final de la guerra civil española. Se instaló en lo que fue un antiguo campo de trabajo de la República nada más terminar la contienda, y permaneció abierto hasta octubre de 1939. Estaba ubicado en el actual término municipal de San Isidro, comarca de la Vega Baja del Segura de la provincia de Alicante en la Comunidad Valenciana.

## Historia

### El campo de trabajo de la República
En agosto de 1937, un empleado de la Dirección General de Prisiones, llevó a cabo un estudio de factibilidad del que luego sería el campo de trabajos forzados de Albatera.  El 24 de octubre de 1937 se inauguró dicho campo. Aquel domingo se desplazaron a la localidad el gobernador civil y el presidente de la Audiencia Provincial; el inspector de Prisiones, Simón García Martín del Val; el director del reformatorio de adultos de Alicante, Adolfo Crespo Orriols; y varias personalidades más quienes, con las autoridades de Albatera y Crevillente, dieron la bienvenida al ministro de Justicia, Manuel Irujo, y al director general de Prisiones, Vicente Sol. Posteriormente, los técnicos —especialmente con un ingeniero agrónomo— explicaron a los asistentes «lo que era en la actualidad y lo que había de ser en un futuro próximo aquel campo de trabajo: 40 000 hectáreas de saladares se convertirían en terrenos laborables. Magno proyecto que, ya en el siglo XVII, inició el Cardenal Belluga». 
Días antes, la prensa anunció el acto. Por ejemplo, El Luchador, el veintiuno de octubre, decía que «iniciada en el siglo XVII esta gran obra de colonización por el Cardenal de Belluga (Luis Antonio de Belluga y Moncada, 1662-1743), quedó paralizada, sin que en los actuales tiempos pudiera continuarse, en razón de su coste».[cita requerida] También nos ofrece un dato de considerable interés: «Está calculada para albergar tres mil reclusos».[cita requerida] Con anterioridad, en el mitin organizado por las Juventudes de Izquierda Republicana y celebrado en el Cine Monumental, el 17 de octubre, el diputado y director general de Prisiones, Vicente Sol, manifestó: «Por decreto de 26 de diciembre de 1936, se crearon los campos de trabajo que significan una noble innovación en el régimen penitenciario español haciendo que el recluso se gane con su esfuerzo lo que cuesta sostener al Estado y se reivindique por el único sistema que puede tener un hombre para hacerlo, es decir, por medio del trabajo». Y agregó: «Dentro de diez o quince días, habrá allí dos o tres mil hombres trabajando». Al final, el mayor número de cautivos que albergó durante la guerra fue de 1039 y, en el año y medio que operó bajo el control del Gobierno democrático de la República, fallecieron cinco internos. Durante esta etapa, diversos periodistas extranjeros o miembros del Comité Internacional de la Cruz Roja fueron invitados a visitar las instalaciones para comprobar el estado de las mismas y la atención prestada a los reclusos.
El decreto invocado se publicó en «La Gaceta de la República. Diario Oficial», número 362, y en él se especifica que tales campos se crean para los condenados por los Tribunales Especiales Populares y por los Juzgados de Urgencia que entienden en los delitos de rebelión, sedición y desafección al régimen». Está dado en Barcelona, en la fecha indicada, y firmado por Manuel Azaña y el presidente del Consejo de Ministros, Francisco Largo Caballero.
En el campo estuvieron presos el abogado de Alicante, natural de Castalla, Antonio García Leal; el procurador de los Tribunales eldense, Francisco Hellín Almodóvar; Algimiro Torrecillas Cimadevilla, que luego ocuparía importantes cargos; el historiador y abogado ilicitano Alejandro Ramos Folqués; el sacerdote oriolano, don Saturnino Ortuño Pomares, que con ocasión de la Nochebuena de 1938, encontrándose en el campo, escribió un poema a su amigo de Albatera, Pascual Cánovas Berná. También fueron trasladados en 1938 al campo de trabajo de Albatera los supervivientes del campo de trabajo de Turón (Granada), uno de los episodios negros de la represión en la retaguardia de la zona republicana.
Con el tiempo y la victoria franquista, allí irían a parar miles de republicanos. La «Hoja Oficial de Alicante», de 28 de abril de 1939, informaba de que «se habían internado en él a seis mil ochocientos rojos», aunque se barajan cifras bastante más altas.

### El campo de concentración franquista

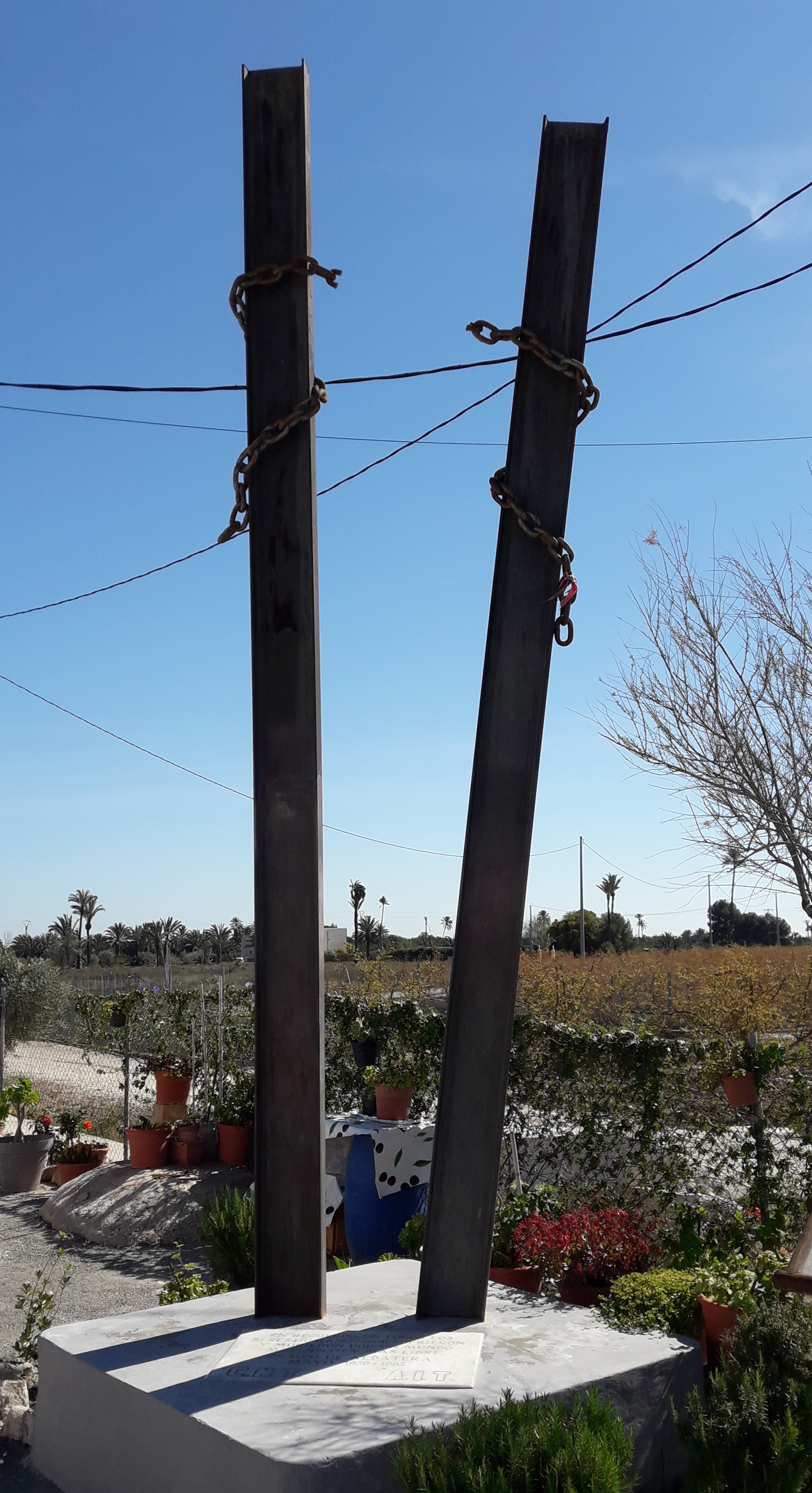
Monumento dedicado a las víctimas, instalado en 1995.

Tras el final de la Guerra Civil en el puerto de Alicante, y después de haber pasado por el denominado "Campo de los almendros" en la ciudad de Alicante, comenzaron a llegar al campo de concentración de Albatera miles de prisioneros, que habían acudido a Alicante con la esperanza de embarcar y huir de la represión franquista. Llegaban hacinados en convoyes ferroviarios de transporte de ganado y en camiones tras un largo y penoso viaje.
No han quedado libros de altas y bajas ni registros de población. Diversos investigadores apuntan la cantidad más probable de internados entre doce y dieciséis mil personas. Otras fuentes y testimonios sitúan la cifra de prisioneros entre veinte y treinta mil.
El campo de concentración quedó establecido con el signo contrario al que había tenido hasta entonces —aunque en este caso sin mediar condena penal alguna y sin garantías judiciales— el 11 de abril de 1939 según una nota del Estado Mayor de Franco. Según testimonios, varios dirigentes nazis visitaron las instalaciones (entre ellos, Rudolf Hess), barajando algunos historiadores la posibilidad de que estas sirvieran al régimen de Adolf Hitler como modelo para desarrollar sus propios campos de concentración. También hay constancia de la visita al campo en mayo del ideólogo fascista Ernesto Giménez Caballero, que además dirigió una arenga a los prisioneros en la que afirmaba: «Estáis a nuestra merced. Si quiero, no tengo más que dar la orden: estas metralletas automáticas que os apuntan dispararían hasta terminar con todos vosotros. No tenemos que responder ante nadie».
La vigilancia del recinto estuvo encomendada a la 3.ª Compañía del 6.º Batallón del Regimiento de San Quintín de Valladolid, sustituidos después por soldados de un tabor del Grupo de Regulares Número 2 de Melilla. El jefe del campo tras su apertura era el teniente de Regulares Agustín Pérez Palomo, sustituido en junio por el teniente Anselmo Rivas Jordán.
Las condiciones de vida eran extremadamente duras, entre otras razones por la escasez de comida y agua. Los presos únicamente recibían para comer «una lata [de conservas] cada dos días para dos personas y un trozo de pan para cinco». Solo en abril de 1939 fallecieron 138 personas por hambre y enfermedades. Muchos prisioneros preferían dormir a la intemperie a instalarse en los barracones, ya que estos se encontraban infestados de chinches y piojos. Según el testimonio de un superviviente, Guillermo Gómez Blanco: «La falta de agua ocasionó una falta total de higiene, por lo que en poco tiempo, la miseria se enseñoreó de nosotros, nos convirtieron en piltrafas humanas». Estas terribles condiciones provocaban la aparición de enfermedades, como la sarna, que se propagaban rápidamente por el campo al no existir ningún tipo de atención sanitaria ni medicamentos, siendo el hambre y las enfermedades intestinales la principal causa de muerte en Albatera.
En cuanto a las medidas represoras también fueron de enorme dureza. El campo cuenta con fosas comunes que, a día de hoy, todavía no han sido excavadas. Desde los primeros días, empezaron las sacas de prisioneros efectuadas por falangistas de la zona, que utilizaban listas con afiliados a sindicatos y partidos políticos para seleccionar a quiénes eliminar. Según testimonios, algunos de los presos eran torturados en público antes de partir: los ataban a una palmera para, a continuación, ser golpeados hasta quedar inconscientes, maniatados con alambre de espino y, finalmente, se los llevaban para asesinarlos. Además, se numeraba a los presos de tal forma que, si uno de ellos se fugaba, se fusilaba a los que tenían los números anterior y posterior.

### La organización de los presos y las fugas
Los prisioneros del campo empezaron a organizarse en torno a los partidos y sindicatos a los que pertenecían; así, se crearon agrupaciones del PCE, de la CNT, etc. Algunas de estas organizaciones crearon sus propios comités de fugas, cuya función era dar cobertura a los compañeros que iban a fugarse.
La mayoría de las fugas se produjeron cuando se enviaban a algunos presos a sus pueblos con la orden de presentarse ante el juez o el alcalde, evidentemente muchos de ellos no volvían a aparecer por sus pueblos.[cita requerida]
Los anarcosindicalistas organizaron un sistema de fugas gracias a que un miembro de la FIJL de Madrid, apellidado Escobar, se había infiltrado en la II Bandera de Falange del Puente de Vallecas, consiguiendo impresos de certificados de buena conducta y de declaraciones de haber pertenecido a la «quinta columna», que rellenados con los nombres pertinentes permitieron la liberación de varios recluidos en el campo. Una de las personas que recobró la libertad gracias a estos documentos fue Esteban Pallarols, quien inmediatamente se puso en contacto con tres dirigentes libertarios que se encontraban escondidos en Valencia para constituir la junta nacional del Movimiento Libertario cuya principal actividad fue falsificar documentos que permitieron liberar a más presos del campo de Albatera y de otros campos de Valencia, que rápidamente fueron trasladados a Barcelona y de allí a Francia. Para encubrir los viajes Pallarols creó la empresa tapadera Frutera Levantina, oficialmente dedicada al transporte de fruta desde Valencia a otras partes de España.
Los comunistas, por su parte, crearon un comité que logró ponerse en contacto con una red de evasión que desde el otoño de 1938 funcionaba en el norte de España, integrada fundamentalmente por mujeres, para que los que lograran escapar pudieran pasar a Francia. De esta forma cruzaron la frontera varios cuadros medios y altos del PCE que no habían sido evacuados en los momentos finales de la guerra, como Jesús Larrañaga, Manuel Asarta, Casto García Roza, Manuel Cristóbal Errandonea, Félix Llanos o Encarnación Fuyola, entre otros. «El procedimiento de evasión de los presos designados por el comité para la fuga fue a la vez simple e ingenioso. Un grupo de presos encargado de montar un poco más allá de las alambradas tiendas de campaña de procedencia italiana destinadas a alojar a la creciente población penal del campo, empezó a construir en éstas pequeños escondrijos. Los presos que se escapaban de noche del campo se ocultaban en éstos mientras que los soldados de guardia rastreaban toda la zona en su busca. En cuanto se había aflojado la vigilancia los escapados contactaban el primer eslabón de la cadena, y éste, tras haberles facilitado documentación falsificada, los pasaba a su enlace más próximo, y este procedimiento se repetía hasta que el preso había llegado a Pamplona. Allí los solía recoger un grupo de contrabandistas para llevarlos al otro lado de la raya fronteriza». La red funcionó hasta septiembre de 1939 en que fue desarticulada por la policía franquista, siendo detenidos más de un centenar de sus componentes.

### El cierre del campo
El campo de concentración se clausuró en el mes de octubre de 1939, poco tiempo después de comenzar la Segunda Guerra Mundial, «tras una gestión desastrosa y negligente». Según Javier Quiles, internado allí, el cierre fue motivado por una epidemia de tuberculosis y tifus debida a las malas condiciones higiénicas y alimentarias. La mayoría de los presos pasaron entonces al campo de concentración de Porta Coeli, pero también a centros penitenciarios, batallones de trabajo, trabajos forzados o fueron condenados a muerte después de un consejo de guerra sumarísimo.
Las autoridades franquistas desmantelaron completamente el campo, tratando de ocultar sus restos y destruyendo documentación. Además, parte de su ubicación fue dividida para levantar en su lugar el asentamiento de San Isidro. Sin embargo, los testimonios de vecinos y supervivientes, diversas fotografías captadas por la aviación estadounidense en 1946 y documentación localizada en el Archivo de Salamanca (incluidos los planos de las instalaciones) han permitido inferir su estructura y rescatar su memoria.

### Prospecciones en el siglo XXI

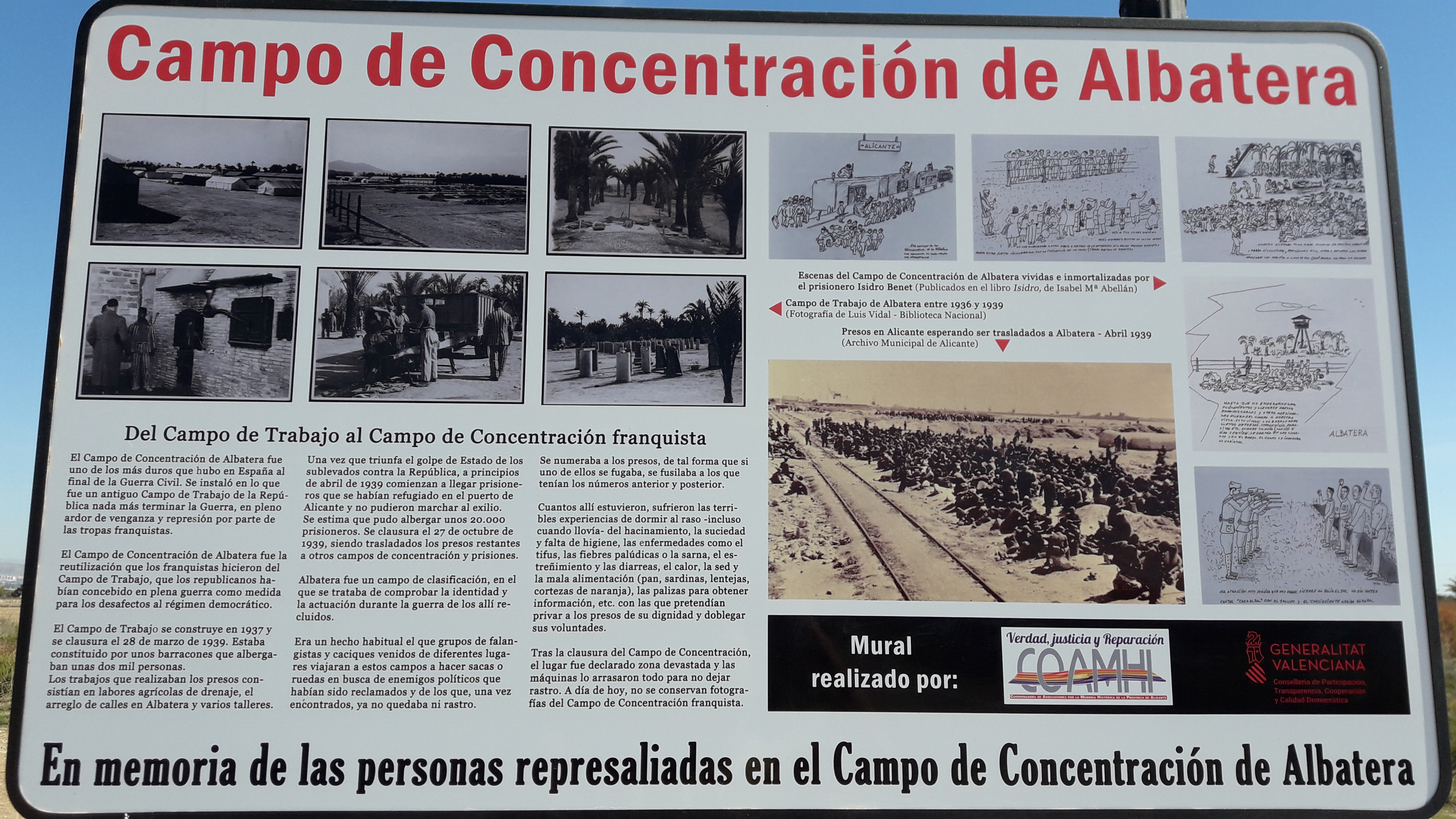
Panel informativo instalado en 2020 en las inmediaciones.

En 2020 comienzan a planificarse excavaciones arqueológicas para recuperar la memoria de lo sucedido. En diciembre, el equipo dirigido por el arqueólogo Felipe Mejías comunicó el hallazgo de la estructura de tres barracones, abriendo la posibilidad de que el campo de concentración de Albatera sea «el primero de España en condiciones de musealización». También se recuperaron restos humanos así como otros objetos y enseres, todos ellos depositados en el Museo Arqueológico de Alicante (MARQ). Las administraciones local y autonómica han iniciado gestiones para convertir la parcela en el primer centro de interpretación de la memoria de un campo de concentración español.

## Prisioneros destacados
Algunos de los internados en el campo de concentración, de entre los más significativos, fueron:
- Amós Acero: político, diputado socialista y alcalde de Vallecas
- Miguel Alonso Calvo (de seudónimo Ramón de Garciasol): escritor
- David Antona: sindicalista y gobernador civil de Ciudad Real
- Manuel Arnil: político y miembro del Comité de Defensa Confederal de la CNT
- Francisco Bajo Mateos: médico que ocupó la Dirección General de Higiene Infantil
- Ricardo Burillo: militar y comandante de varias unidades del Ejército republicano
- Antonio Ejarque Pina: sindicalista y comisario de División del Ejército republicano
- Alfonso Fernández Torres: político y presidente de la Diputación de Jaén
- Ángel Gaos: escritor
- Manuel García-Pelayo: jurista y presidente del Tribunal Constitucional entre 1980 y 1986
- Eduardo de Guzmán: periodista, director del periódico Castilla Libre
- Rafael Henche de la Plata: político y alcalde de Madrid
- Juan Ibarrola: militar y coronel del Ejército republicano
- Jesús Larrañaga: político, dirigente del PCE
- Fernando Macarro Castillo (de seudónimo Marcos Ana): poeta
- Jaume Mata: político y presidente de la Asociación de Aviadores de la República
- Manuel Navarro Ballesteros: periodista, director de Mundo Obrero
- Ramón Ormazábal: político comunista
- Leopoldo Ortega: militar, jefe de Estado Mayor de la 67.ª División del Ejército republicano y mediador entre el Consejo Nacional de Defensa de Segismundo Casado y el bando franquista
- Ángel Pedrero: político, jefe del SIM en Madrid y colaborador en el golpe de Casado
- Antonio Pérez Ariño: sindicalista y miembro del Consejo Nacional de Defensa
- Juan Peset: médico y rector de la Universidad de Valencia
- Manuel Pina Picazo: deportista español, esquiador del Batallón Alpino del Ejército de la República y marido de la también deportista Margot Moles[19]
- Pascual Pla y Beltrán: poeta y miembro de la Unión de Escritores y Artistas Proletarios
- Heriberto Quiñones: político comunista
- Gonzalo Recatero: médico y jefe de Sanidad del Ejército de Levante
- Jorge Renales Fernández (de seudónimo Jorge Campos): escritor
- Arturo Rodríguez Suárez (profesor "Villafranca"), matemático y miembro del grupo de telecomunicaciones republicano
- José Rodríguez Vega: sindicalista, secretario general de UGT
- Luis Sendín: sindicalista y comisario general de la División de Ingenios Blindados del Ejército republicano
- Jorge Sepúlveda: cantante de boleros[20]
- Nilamón Toral: teniente coronel de milicias del Ejército republicano
- Antonio Trigo Mairal: político y gobernador civil de Madrid
- Francisco Trillo: político y subsecretario de Sanidad
- Manuel Tuñón de Lara: historiador
- Etelvino Vega: teniente coronel de milicias del Ejército republicano y gobernador militar de Alicante
- Manuel Villar Mingo: periodista y sindicalista, director de los periódicos CNT y Fragua Social
- Ricardo Zabalza: político y diputado socialista, colaborador en el  golpe de Casado

## Jornadas en torno al Campo de Concentración de Albatera
Desde el año 2008 se están celebrando anualmente en San Isidro unas Jornadas en torno al Campo de Concentración de Albatera. Estas Jornadas pretenden, según los organizadores, "ser un foro de recuperación de la memoria y de difusión de lo que supuso el Campo de Albatera dentro del sistema represor de la dictadura franquista"

### I Jornadas (2008)
El 26 de abril de 2008 se celebraron las I Jornadas de Encuentro en torno al Campo de Concentración de Albatera. Se realizaron dos mesas redondas, una de carácter histórico y otra de testimonios. En la primera intervinieron Enrique Cerdán Tato, Esther López, Amparo Pérez, David Serrano Blanquer y Vicente Marco. En la segunda mesa redonda intervinieron Diego Morales, Zeika Viñuales, Isidro Benet y Ángel Rubio.
Tras la comida se realizó una visita a los terrenos donde estuvo ubicado el Campo de Concentración, se leyó un manifiesto en recuerdo a los que allí murieron y se depositó una corona de flores en el monumento levantado por la CNT-FAI.
Para finalizar se realizó un concierto de homenaje con la intervención de La Malabanda, Molly's Chamber y Paco Curto.

### II Jornadas (2009)
Se celebraron el 14 de marzo de 2009. Tuvieron lugar dos mesas redondas, en la primera de ellas se expusieron testimonios sobre el Campo de Albatera en la literatura e intervinieron Enrique Cerdán Tato, Marcos Ana y Christine Diger. El tema de la segunda mesa redonda fue la literatura concentracionaria e intervinieron el profesor David Serrano y la escritora Isabel María Abellán.
También se realizó la presentación del libro El último frente de Julio Aróstegui y Jorge Marco; y la proyección del documental La isla de Chelo de Odette Martínez Maler, Ismaël Cobo y Laëtitia Puertas.
Entre otras actividades, se realizó un homenaje a las víctimas de la represión franquista, se instaló una feria del Libro de la Memoria y se realizaron los conciertos de Juan F. Navarro, La Malabanda y Molly's Chamber.

### III Jornadas (2010)
El 13 de marzo de 2010 se desarrollaron las III Jornadas de Encuentro en torno al Campo de Concentración de Albatera.

### XIII Jornadas (2020)
El 17 de octubre de 2020 tuvieron lugar las XIII Jornadas en torno al Campo de concentración de Albatera bajo el lema «Recuperando la Memoria Histórica». Además de la celebración de distintas mesas redondas y ponencias, por la tarde hubo una marcha al lugar donde estuvo radicado el campo de concentración, instalándose allí el primer panel informativo de señalización del mismo y realizándose una ofrenda floral en memoria de las víctimas.